# Steven Michael Woods junior
Steven Michael Woods, jr. (* 17. April 1980 in Livonia, Michigan; † 13. September 2011 in Huntsville, Texas) war ein US-Bürger, der wegen Doppelmordes 2002 zum Tode verurteilt und 2011 in Texas hingerichtet wurde.

## Leben
Woods wuchs in einer zerrütteten Familie auf, sein Vater war alkohol- und drogenabhängig. Anfangs ein guter Schüler, begann er mit 13 Jahren Marihuana zu konsumieren und brach im Alter von 16 Jahren seine Schulausbildung ab. Er hatte keinen festen Wohnsitz und handelte mit Drogen.
Am 2. Mai 2001 war er zusammen mit seinem Bekannten Marcus Rhodes am Tatort, als der 21-jährige Ron Whitehead und die 19-jährige Bethena Brosz in einem Vorort von Dallas ermordet wurden. Beide Opfer wiesen mehrere Schussverletzungen auf, außerdem wurden ihnen die Kehlen durchgeschnitten. Augenzeugen der Tat gab es nicht. Nach Hinweisen, dass Rhodes und Woods am Abend vor dem Mord mit den Opfern zusammen waren, wurden die beiden verhört. Bei einer Durchsuchung fand man im Haus der Eltern von Rhodes zwei Schusswaffen, die bei der Tat verwendet wurden, und im Auto von Rhodes mehrere Gegenstände aus dem Besitz der Opfer. Woods, der nach seinem ersten Verhör zunächst auf freiem Fuß blieb, floh nach Kalifornien und wurde dort zwei Monate später verhaftet. Er bezeichnete sich als unschuldig und sagte aus, dass er lediglich Zeuge eines Verbrechens geworden sei, das Rhodes begangen habe. Zeugenaussagen, dass er mit der Tat geprahlt habe, bezeichnete er als Lügen. Obwohl es keine Beweise dafür gab, dass Woods der Todesschütze war, wurde er im April 2002 von einer Grand Jury im Denton County des zweifachen Mordes angeklagt und im August 2002 nach einem Gerichtsverfahren für schuldig befunden und zum Tode verurteilt. Dabei kam das sogenannte Law of Parties zur Anwendung, nach dem Komplizen für ein Verbrechen verantwortlich gemacht werden können, auch wenn sie nicht unmittelbarer Täter sind. Bei der Verhandlung über das Strafmaß argumentierte die Staatsanwaltschaft, dass Woods möglicherweise auch an einem weiteren Mord beteiligt war, für den er aber nie vor Gericht gestellt wurde. Rhodes, dessen Fingerabdrücke auf beiden Tatwaffen waren, plädierte auf schuldig und wurde zu einer lebenslangen Freiheitsstrafe verurteilt. Das Todesurteil gegen Woods wurde durch alle Instanzen aufrechterhalten.
Im November 2006 nahm Woods an einem Hungerstreik mehrerer Häftlinge teil, die gegen die schlechten Haftbedingungen im Todestrakt protestierten. Wegen der erheblichen Zweifel an seiner Schuld setzten sich unter anderem Amnesty International und Noam Chomsky öffentlich für ihn ein. Am 2. September 2011 lehnte der Texas Court of Criminal Appeals seinen letzten Antrag auf Aufschub der Hinrichtung ab. Am 13. September 2011 starb Wood um 18.22 Uhr Ortszeit im Staatsgefängnis von Huntsville durch eine letale Injektion. Bis zuletzt beteuerte er seine Unschuld.